# 에리히 리베크
에리히 리베크(독일어: Erich Ribbeck, 1937년 6월 13일 ~ )는 은퇴한 독일의 축구 선수이자 감독으로, 분데스리가 주요 클럽들의 감독을 역임한 것으로 알려져 있다.

## 바이오그래피
선수 시절, 리베크는 1950년대와 1960년대 초반에 SSV 1904 부퍼탈에서 활약하였다. 이후, SSV 부퍼탈은 TSG 포빈켈과 통합되어 부퍼탈러 SV가 되었다. 리베크가 활동했던 최고의 리그는 오베르리가로, 당시 5개의 지역리그로 나뉘는 독일의 1부 리그였다.

### 클럽 감독 경력
그가 처음으로 감독직을 역임한 팀은 로트바이스 에센으로, 1967-68 시즌, 30세의 나이로 취임하였다. 로트바이스는 서부 독일 2부리그를 2위로 마쳤고, 승격 토너먼트에 참여하여 헤르타 BSC 베를린과의 경기에서 패하였다.
이어지는 10년간 그는 아인트라흐트 프랑크푸르트와 1. FC 카이저슬라우테른의 감독을 역임하였다. 분데스리가에서 이 클럽들은 그가 역임할 당시 중위권을 달렸다. 카이저슬라우테른 소속으로 그는 1976년에 팀을 DFB-포칼 결승에 진출시켰으나, 결승에서 함부르크 SV에 0-2로 패하였다.
그가 획득한 타이틀을 UEFA 컵으로, 1988년에 바이어 04 레버쿠젠 소속으로 타이틀을 획득하였다. 결승에서 레버쿠젠이 상대한 팀은 RCD 에스파뇰로 0-3으로 1차전에서 패한 후, 2차전에 3-0으로 이기고, 결국 승부차기 끝에 타이틀을 획득하였다.
그는 1993년 FC 바이에른 뮌헨 감독을 역임하면서 분데스리가 준우승을 거두었다.

### 국가대표팀 감독 경력
에리히 리베크는 1978년에 헬무트 쇤이 사임하면서 차기 국가대표팀 감독 후보에 올랐었다. 그러나 유프 데어발이 차기 감독으로 선정되었고, 20년 후인 1998년에 리베크가 카나리아 제도에서 은퇴를 번복할 때까지 독일 축구 국가대표팀 감독이 되지 않았다. 그의 국가대표팀 감독 임기 2년은 독일 축구 국가대표팀 역사상 암흑기로 기록되었다. 리베크는 독일이 UEFA 유로 2000 본선에서 조별 예선 A조 최하위로 조기 탈락한 이후 루디 푈러에게 감독직을 넘겼다.
그가 독일 축구 국가대표팀을 역임하며 10승 6무 8패를 기록하였는데, 그에 따라 리베크는 독일 국가대표팀 감독들 중 최악의 승률을 기록한 감독이 되었다.

## 은퇴
최근 리베크는 테네리페와 풀하임에 거주한다.

## 수상

#### 바이어 04 레버쿠젠
- UEFA컵 : 1987-88

## 감독 임기
- 1965–1967: 보루시아 묀헨글라트바흐 (헤네스 바이스바일러의 수석 코치)
- 1967–1968: 로트바이스 에센 (2부리그)
- 1968–1973: 아인트라흐트 프랑크푸르트
- 1973–1978: 1. FC 카이저슬라우테른
- 1978-1984: 독일 축구 국가대표팀 (유프 데어발의 수석 코치)
- 1984-1985: 보루시아 도르트문트
- 1985–1988: 바이어 04 레버쿠젠
- 1992–1993: FC 바이에른 뮌헨
- 1995–1996: 바이어 04 레버쿠젠
- 1998–2000: 독일 축구 국가대표팀